# Alt Àneu
Alt Àneu és un municipi de la comarca del Pallars Sobirà. Es creà l'any 1970 com a resultat de la unió dels antics municipis d'Isil, Son, Sorpe i València d'Àneu, més l'afegitó del territori de la Mancomunitat dels Quatre Pobles, que no pertanyia a cap terme municipal. A la unió d'aquests municipis es posà com a nom oficial Alt Àneu, malgrat la recomanació de diferents àmbits (acadèmics, lingüístics i polítics) que s'utilitzés el de València d'Àneu, nom de la població cap de municipi, per ser inapropiat per inexacte el d'Alt Àneu. En diverses publicacions aquest municipi és, efectivament, denominat València d'Àneu.
La capital del municipi és València d'Àneu i comprèn a més, els pobles d'Alós, Àrreu, Borén, Isavarre, Isil, Son i Sorpe.
Un precedent d'aquesta unió municipal fou el territori de la ja esmentada Mancomunitat dels Quatre Pobles (habitualment expressat en castellà, com corresponia a l'època): tot el territori situat al sud-oest de la carretera del Port de la Bonaigua, a migdia del santuari de la Mare de Déu de les Ares i a l'entorn de l'Estany de Gerber, no era un territori privatiu d'un sol terme municipal, sinó que era comú als quatre pobles que el vorejaven: Esterri d'Àneu, Son, Sorpe i València d'Àneu, al límit amb Tredòs (Naut Aran) i Espot. Tres d'aquests pobles integren el terme municipal d'Alt Àneu, només se n'ha quedat al marge Esterri d'Àneu. Actualment, el territori de l'antiga mancomunitat està inclòs en el Parc Nacional d'Aigüestortes i Estany de Sant Maurici, dins del terme municipal d'Alt Àneu.

## Etimologia
El topònim Alt Àneu és molt recent, artificial i de caràcter descriptiu. Es creà el 1970 en formar-se aquest nou municipi, que comprèn la part alta de la Vall d'Àneu. No correspon a un topònim amb tradició a la vall.

## Geografia
- Llista de topònims d'Alt Àneu (Orografia: muntanyes, serres, collades, indrets..; hidrografia: rius, fonts...; edificis: cases, masies, esglésies, etc).

Està situat a l'extrem nord-occidental del Pallars Sobirà i limita al nord amb Occitània, a la comuna de Coflens, del cantó d'Ost, administrativament estat francès, a l'oest amb el municipi de Naut Aran (Vall d'Aran), a l'est amb la Guingueta d'Àneu i Esterri d'Àneu i al sud amb Espot.
El territori d'Alt Àneu està format fonamentalment per tres valls, i les carenes que les separen i les limiten: la vall de la capçalera de la Noguera Pallaresa, la del Riu de la Bonaigua i la del Riu de Son.
Termes municipals limítrofs:
|                         | Sèish i Coflens (Cantó d'Ost, Occitània) |                                    |
| Naut Aran (Vall d'Aran) |                                          | Esterri d'Àneu La Guingueta d'Àneu |
|                         | Espot                                    |                                    |

## Entitats de població
Des de l'any 1999, Alt Àneu consta de dues entitats municipals descentralitzades, Isil i Alós i Sorpe, que comprenen el territori dels antics municipis, respectivament, d'Isil i de Sorpe.
| Entitat de població | Habitants (2023) |
| València d'Àneu     | 191              |
| Isil                | 83               |
| Son                 | 48               |
| Sorpe               | 40               |
| Alós d'Isil         | 26               |
| Borén               | 15               |
| Isavarre            | 12               |
| la Bonaigua de Baix | 9                |
| Àrreu               | 5                |
| Font: Idescat       |                  |

## Història
En ésser un municipi de creació recent, dirigiu-vos a cadascuna de les entitats que el formen per conèixer la seva història. De fet, es pot dir que no hi ha gaire història comuna fins al 1970. Un dels pocs precedents d'aquesta unió és la Mancomunitat dels Quatre Pobles, ja explicada.

### Edat contemporània

#### L'Ajuntament

##### Alcaldes
- Sebastià Bochaca i Borrut (1979 - 1987)
- Antoni Ricou i Ribó (1987 - 1995)
- Joaquim Llena i Cortina (1995 - 2006)
- Montserrat Morén i Abat (2006 - 2007)
- Josep Maria Costansa i Abadia (2007 - 2011)
- Josep Miquel Rosell i Barba (2011 - 2015)
- Laura Arraut Díaz (2015 - 2019)
- Xavi Llena Cano (2019 - 2023)
- Laura Tristán Duplà (2023 - actualitat)[4]

##### Regidors
Des del 1979, Alt Àneu ha tingut els regidors següents: Xavier Llena Cano, Guillem Esteban Isus, Adriana Ribas Aguilera, Laura Arraut Díaz, Francesc Badia Pont, Amanda Joan Baines Ariño, Montserrat Barado Riu, Ermengol Barado Tellosa, Sebastià Bochaca Borrut, Eduard Camats Jou, Jaume Comas Ballester, Josep Maria Costansa Abadia, Pere Cortina Buchaca, Carles Cortina Cortina, Josep Cortina Juanmartí, Francesc Xavier Cortina Mailín, Jaume Cortina Soldevila, Cristòfor Cuadras Vidal, Jordi Farré Casanova, Josep Antoni Farré Ricou, Josep Farrera Montané, Immaculada Gallimó Castellarnau, Mireia Izquierdo Brichs, Joaquim Llena Cortina, Josep Manresa Abat, Andreu Moga Coll, Montserrat Morén Abat, Joan Poquet Ros, Antoni Ricou Ribó, Josep Rollan Poquet, Josep Miquel Rosell Barba, Josep Rosell Marsan, Jordi Roset Aura, Maria Mercè Salaet Caballé, Josep Serra Solé, Gemma Tizón Pujals, i Josep Visent Farré.

##### Legislatura2011-2015
| Candidatura | Candidatura | Cap de llista               | Vots | Regidors | % vots |
| ----------- | ----------- | --------------------------- | ---- | -------- | ------ |
|             | PSC-PM      | Josep Miquel Rosell i Barba | 150  | 4        | 54,55  |
|             | CiU         | Carles Cortina i Cortina    | 116  | 3        | 42,18  |
| Total       | Total       | 282                         | 282  | 7        |        |

#### Legislatura actual[5]
- Laura Tristán Duplà (ERC-AM), alcaldessa.
- Isabel Planes Rispa (ERC-AM), primera tinent d'alcalde.
- Alex Jarandilla Fernandez (ERC-AM), regidor.
- Josep Miquel Rosell Barba (ERC-AM), segon tinent d'alcalde.
- Gema Tizon Pujals (Junts), regidora
- Jorge Roset Aura (Junts), regidor
- Jordi Farré Casanova (Junts), regidor

Cal comptar, a més, amb l'existència actual de dues EMD (Entitat Municipal Descentralitzada): Isil i Alós (amb Guillem Manuel Esteban de President) i Sorpe (amb Josep Maria Costansa i Abadía de President). Totes dues havien estat suprimides el 1992, però es van tornar a constituir. La primera, antigament s'anomenava Isil i Alós d'Àneu.

### Demografia
La població del municipi d'Alt Àneu s'ha recuperat en els darrers anys gràcies al creixement urbanístic i a la restauració d'antigues cases abandonades, mercès, en part, a l'orientació turística del municipi.
| 1497 f | 1515 f | 1553 f | 1717  | 1787  | 1857  | 1877  | 1887  | 1900  | 1910  |
| ------ | ------ | ------ | ----- | ----- | ----- | ----- | ----- | ----- | ----- |
| 97     | 108    | 65     | 1.122 | 1.357 | 1.938 | 1.083 | 1.044 | 1.146 | 1.201 |

| 1920  | 1930  | 1940 | 1950 | 1960 | 1970 | 1981 | 1990 | 1992 | 1994 |
| ----- | ----- | ---- | ---- | ---- | ---- | ---- | ---- | ---- | ---- |
| 1.109 | 1.078 | 859  | 800  | 791  | 480  | 319  | 349  | 349  | 349  |

| 1996 | 1998 | 2000 | 2002 | 2004 | 2006 | 2008 | 2010 | 2012 | 2014 |
| ---- | ---- | ---- | ---- | ---- | ---- | ---- | ---- | ---- | ---- |
| 375  | 394  | 411  | 442  | 427  | 457  | 439  | 446  | 439  | 416  |

| 2016 | 2018 | 2020 | 2022 | 2024 | 2026 | 2028 | 2030 | 2032 | 2034 |
| ---- | ---- | ---- | ---- | ---- | ---- | ---- | ---- | ---- | ---- |
| 402  | 406  | 414  | 441  | 455  | -    | -    | -    | -    | -    |

En el cens del 1970 s'ajunten les poblacions d'Isil, Son, Sorpe i València d'Àneu. El 1857 Isil havia incorporat Alós i Àrreu; Sorpe, Borén i Isavarre.

## Economia
L'economia tradicional del municipi ha estat l'explotació de massa forestal i la ramaderia. Darrerament, però, el turisme ha capgirat l'orientació econòmica i ha afavorit el repoblament del municipi. A aquesta situació també hi ha contribuït la creació del Centre de Natura de les Planes de Son, de la Fundació Catalunya-La Pedrera.

## Comunicacions

### Per carretera
Dues són les carreteres que s'ocupen de comunicar tots els pobles de la vall, sempre a partir d'Esterri d'Àneu, que és on es troben totes dues:
- La C-28, i el seu antic traçat, actualment C-28z, carretera de Sort a Vielha pel Port de la Bonaigua. Des d'Esterri d'Àneu s'adreça al cap nord-oest i passa per València d'Àneu i la Bonaigua de Baix, a més de tenir un trencall cap a ponent que mena a Son des de prop de València d'Àneu, i un altre al cap de 3 quilòmetres en direcció nord-est, que duu a Sorpe.
- La C-147, que enllaça Esterri d'Àneu amb Isavarre, Borén, Àrreu, Isil i Alós. Aquesta carretera enllà d'Alós té continuïtat per una pista forestal, la major part de l'any transitable, que remunta la Noguera Pallaresa fins a prop del naixement del riu, passa per Montgarri, travessa el Pla de Beret, arriba a Beret, baixa cap a Vaquèira, on enllaça amb la C-28, ja dins de la Vall d'Aran.

A més d'aquestes carreteres, cal tenir en compte la carretera local que mena a Son i a les Planes de Son, i la de Sorpe a Borén, totes dues asfaltades, i en el cas de la segona, de traçat modern.

### Amb mitjans de transport públic col·lectiu
Dues línies d'autobusos regulars travessa el terme d'Alt Àneu:
- Línia Barcelona - eth Pònt de Rei (L0092). Un servei diari en direcció a la Vall d'Aran que només arriba a Esterri d'Àneu, poc després de dos quarts d'una del migdia,[6] i el mateix, que només circula en el segon tram, d'Esterri d'Àneu ath Pònt de Rei entre l'1 de juliol i el 15 de setembre, i que surt cap a la Vall d'Aran a dos quarts de tres de la tarda. En direcció sud, quan falten cinc minuts per la 1 arriba a Esterri d'Àneu (cinc minuts abans a la parada de València d'Àneu) el cotxe procedent deth Pònt de Rei, que acaba de baixar a Esterri d'Àneu, d'on en surten dos a la tarda cap a Sort i Barcelona: a dos quarts de 3 i a les 5 de la tarda.

- Línia Tremp - València d'Àneu (L0777). Un servei diari en cada direcció;[7] té sortida de València d'Àneu a les 8 del matí, i arribada poc abans de dos quarts de 4 de la tarda.